# ICN Business School
Die ICN Business School (kurz: ICN; französisch: Institut Commercial de Nancy) ist eine private, staatlich anerkannte wissenschaftliche Wirtschaftshochschule. Die Hochschule wurde 1905 in Nancy gegründet und ist in Frankreich (Nancy, La Défense) und Deutschland (Berlin, Nürnberg) angesiedelt. Die Hochschule führt transnationale Bachelor-, Master-, Promotions- und MBA-Programme sowie Seminare zur Weiterbildung von Managern durch. Die ICN ist nach französischer Kategorisierung ein Grande école und trägt die Triple Crown, eine dreifache Akkreditierung durch AMBA, EQUIS und ACSB.
Der Master in Management wird vom maßgeblichen Ranking der Financial Times im Jahr 2021 auf Platz 50 Europas bewertet. Das Times Higher Education-Ranking sortiert die Hochschule auf Platz 111–120 der Welt für den Masters in Finance ein.

## Bekannte Lehrer
- Florian Roski (* 1974), deutscher Unternehmer, Sachbuchautor, Investor
- Wendelin Küpers (* 1965), deutscher anwendungsorientierter Grundlagenforscher

## Bekannte Alumni
- Nicolas Thevenin (* 1958), römisch-katholischer Geistlicher und Diplomat des Heiligen Stuhls